# Jeleń szlachetny

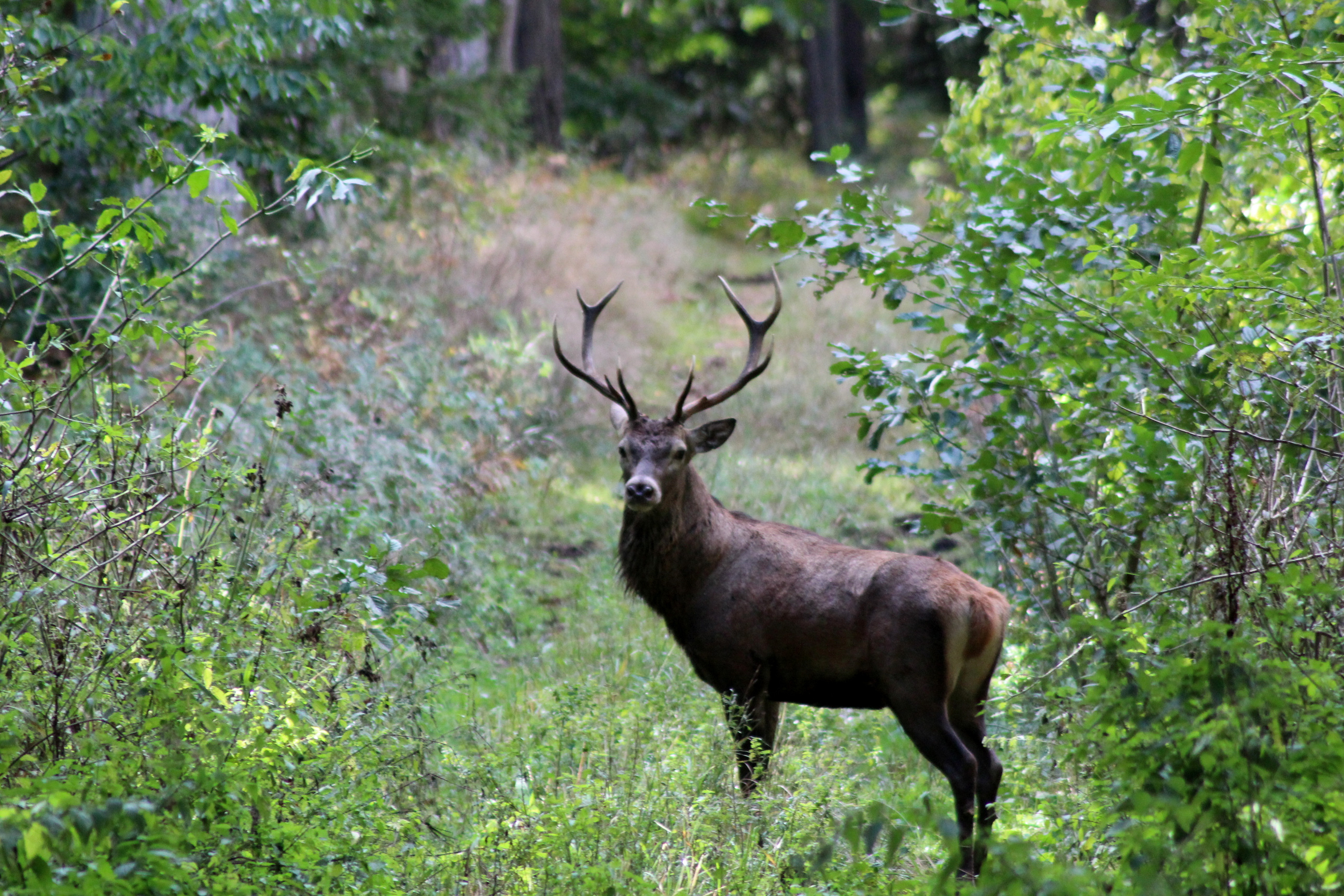
Jeleń szlachetny.

Jeleń szlachetny (Cervus elaphus) – gatunek dużego ssaka lądowego z rodziny jeleniowatych (Cervidae).

## Zasięg występowania i biotop
Jego liczne podgatunki zamieszkują Europę (część Półwyspu Skandynawskiego, Europa Środkowa i południowa), Azję (od Morza Czarnego do Morza Ochockiego i Morza Japońskiego), północną Afrykę. W Afryce żyją tylko na północy, dochodząc na południe do Sahary. Introdukowany w Ameryce Południowej, Australii i Nowej Zelandii.
W Polsce występuje jeleń europejski (Cervus elaphus elaphus), nazywany również jeleniem skandynawskim.
W populacjach jelenia szlachetnego występującego w Polsce wyróżnia się kilka ekotypów: jeleń bieszczadzki (największy i najsilniejszy), jeleń mazurski, jeleń wielkopolski i jeleń pomorski.
W Polsce występuje we wszystkich większych kompleksach leśnych. Preferencje środowiskowe jeleni są zależne od pory roku. Głównym środowiskiem są nizinne i górskie lasy liściaste i mieszane. Z uwagi na rozłożyste poroże unikają terenów gęsto zakrzewionych.

## Morfologia
| Długość ciała | Wysokość w kłębie | Długość ogona | Masa ciała | Dojrzałość płciowa | Okres godowy          | Długość ciąży | Liczba młodych w miocie | Długość życia                          |
| ------------- | ----------------- | ------------- | ---------- | ------------------ | --------------------- | ------------- | ----------------------- | -------------------------------------- |
| 175–265 cm    | 75–140 cm         | 10–22 cm      | 68–210 kg  | 1,5–2 lata         | druga połowa września | ok. 230 dni   | jedno (rzadziej dwa)    | średnio 12–15 lat, maksymalnie 23 lata |

Jeden z największych gatunków z rodziny jeleniowatych. Jelenie ubarwione są zazwyczaj jednolicie, tylko młode są cętkowane na bokach i grzbiecie. Latem brązowopłowe do rudawego, zimą szarawe, z ciemniejszym karkiem u samców. Na szyi mają dłuższe włosy tworzące rodzaj grzywy zachodzącej na kłąb. Grandle (haki) są szczątkowymi kłami znajdującymi się w szczęce, siekaczy w szczęce brak. W żuchwie obok 3 siekaczy z każdej strony, znajduje się po jednym kle, następnie występują diastema oraz rząd zębów bocznych; po 3 zęby przedtrzonowe i po 3 zęby trzonowe. Uzębienie stałe jelenia to 34 zęby. Wzór zębowy wygląda następująco: szczęka: 0133; żuchwa: 3133. P3 jest dwudzielny (p3 jest trójdzielny).

Jeleń szlachetny występujący w Polsce może osiągać 2,5 m długości i wysokość w kłębie do 1,5 m. Masa ciała dużego jelenia dochodzi do 350 kg (maksymalnie 497 kg). Masa spotykanych w Polsce jeleni waha się w granicach 150-160 kg, przy czym największe rozmiary osiągają osobniki około 10.-14. roku życia – samce 224 kg, samice 132 kg. Na zróżnicowanie w masie wpływ mają wiek oraz zasięg geograficzny osobników danej populacji – byki w III klasie wieku, tj. w 11. roku życia i starsze z populacji wielkopolskiej ważą średnio 117 kg; byki z populacji mazurskiej ważą średnio w III klasie wieku 137 kg, a byki w III klasie wieku z populacji lubelskiej 156 kg; łanie ważą średnio 70-80 kg. Najlepszą kondycję wykazują jelenie w wieku 7-12 lat. Ciężar zależny jest od obszaru występowania i dostępności pokarmu.

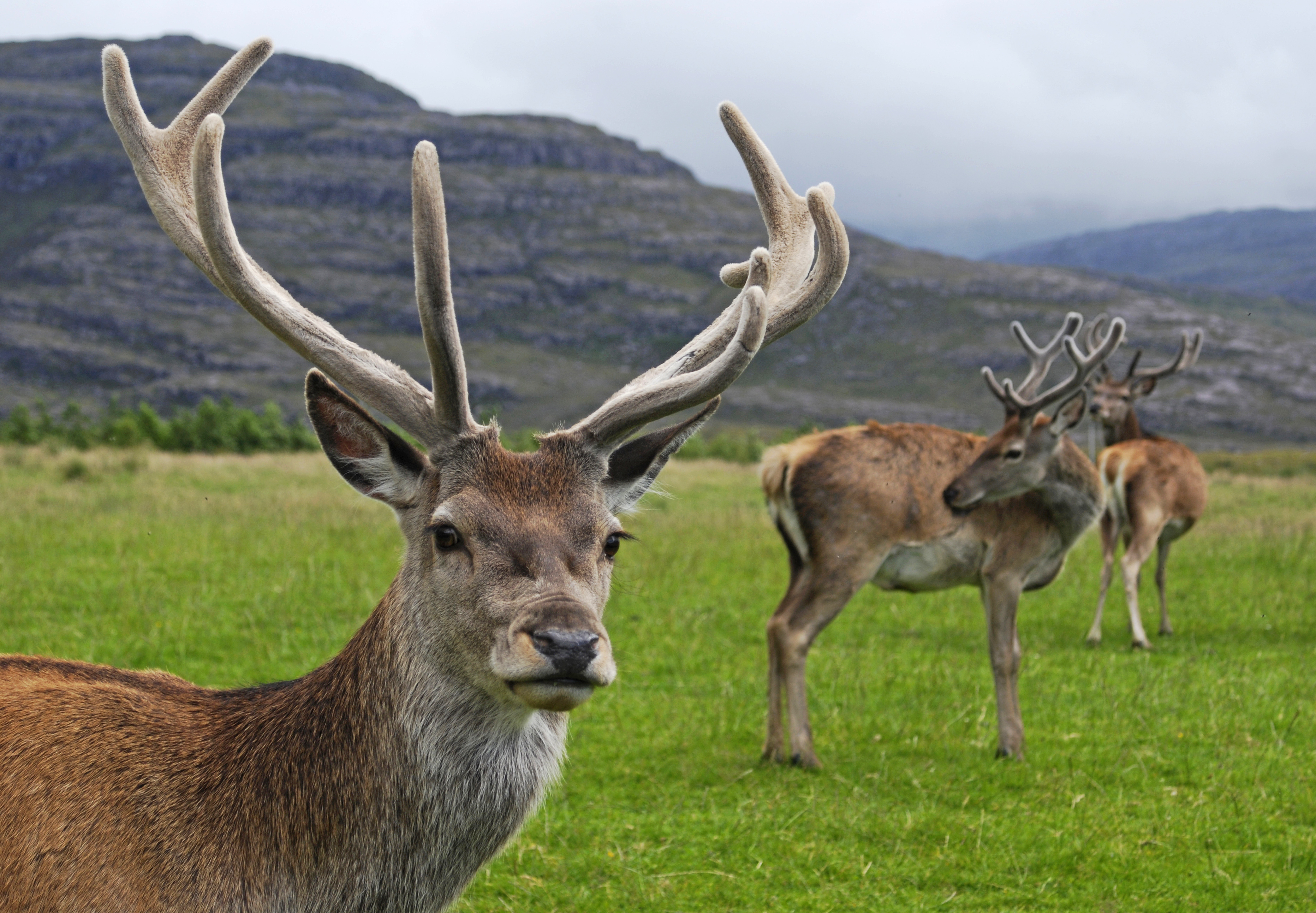
Poroża jeleni szlachetnych

Jeleń szlachetny pokryty jest krótkim i przylegającym włosem. Sierść jelenia szlachetnego jest w zimie siwobrunatna, a w lecie rdzawobrunatna i podlega wymianie dwukrotnie w ciągu roku. Wierzch głowy, szyja, podbrzusze i nogi są barwy ciemniejszej od reszty ciała. Ogon (kwiat) dochodzi do 15 cm długości.

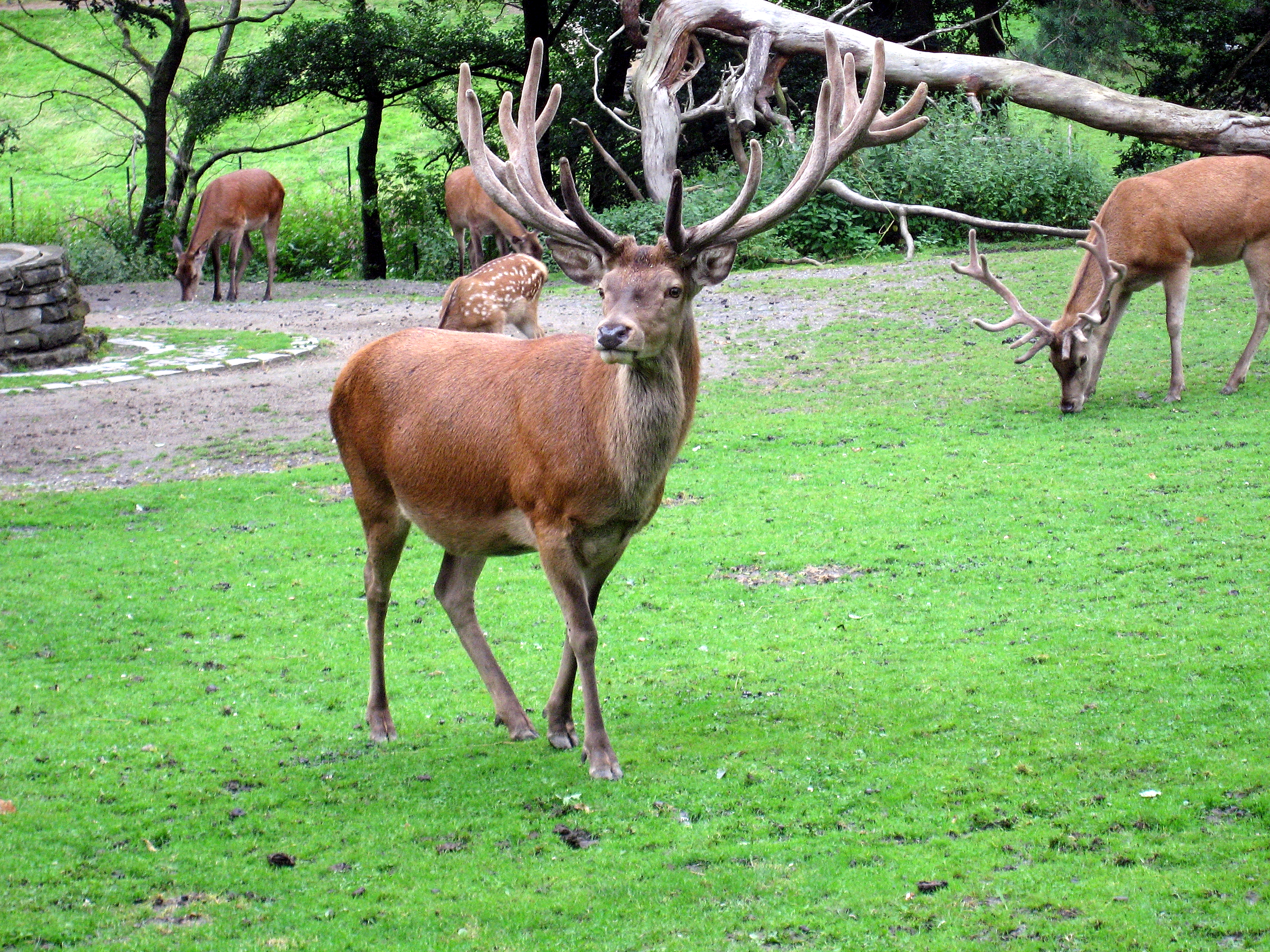
Poroża jeleni szlachetnych

Jelenie mają bardzo dobry węch i słuch i są bardzo płochliwe.

### Poroże
Wszystkie podgatunki jelenia szlachetnego charakteryzują się dużym porożem. Poroże zrzucane jest na przełomie lutego, marca  i zaczyna odrastać wczesną wiosną, osiągając największe rozmiary na początku lata u około 12-14-letnich osobników. Wiek ten jest tylko przybliżony, ponieważ u ekotypów jelenia karpackiego czy też mazurskiego okres ten przypada na 11-12 rok.
Wyrastające z możdżeni poroże składa się z dwóch tyk. Na każdej z tyk wyróżniane są; róża (krąg przy możdżeniu), perły (drobne zgrubienia) i odnogi (odgałęzienia, których liczba może dochodzić do 30) oraz bruzdy (relikty po naczyniach krwionośnych i nerwach). Pierwszą odnogą ponad różą jest tzw. oczniak, następnie nadoczniak, opierak. Powyżej opieraka mogą znajdować się widlica (2 odnogi układające się w literę V), lub korona (mianem korony nazywa się 3 lub więcej odnóg). Na dobrze rozbudowanym wieńcu mogą znajdować się dodatkowe odnogi na opieraku, bądź odnoga znajdująca się pod koroną, tzw. odnoga wilcza (czasem „zbędna”) wliczana również do korony. Liczba odnóg i masa poroża zwiększa się z wiekiem jelenia do 10-14 roku życia, u starszych osobników maleje (proces ten nazywany jest uwstecznianiem się poroża). Rzadko kiedy można spotkać byka tak starego, że poroże całkowicie zanikło. Byk, u którego nie wykształciło się poroże, nazywany jest mnichem, a stary byk z tykami bez odnóg nazywany jest szydlarzem. Ze względu na duże niebezpieczeństwo związane ze zrogowaniem innego byka w czasie rykowiska szydlarze podlegają selekcji w pierwszej kolejności. Uszkodzenie (choroba) jąder prowadzi do nieprawidłowego wykształcenia poroża. Nie ma ono postaci rozgałęziających się tyk, ale niskich piramid (stożków) o nieregularnej powierzchni. Samiec noszący takie poroże nazywa się perukarzem.
W Polsce wyraźne zróżnicowanie wagi wieńca występuje między jeleniami karpackimi i mazurskimi a resztą populacji. Byki z Karpat i Mazur mają przeważnie cięższe poroże 6-12 kg, a pozostałe w granicach 3,5-8 kg. Zdarzają się jednak wyjątki. Samica, zwana łanią, poroża nie ma.

## Tryb życia
Z natury jest zwierzęciem dziennym, ale pod wpływem czynników zewnętrznych (obecność drapieżników, ludzi) zakłócających jego spokój i poczucie bezpieczeństwa prowadzi głównie nocny tryb życia, w dzień ukrywając się w leśnych gęstwinach. Rozpoczyna żerowanie po zmierzchu, a nad ranem wraca do swojej kryjówki. W ciągu dnia żeruje w miejscach, w których nie wyczuwa żadnego zagrożenia. Jelenie śpią tylko 60-100 minut na dobę.
Pożywienie jeleni stanowią pędy, liście, kora i owoce drzew i krzewów, trawy, zboża, zioła, ziemniaki, buraki, a zimą zeschnięte trawy, mchy, porosty, pączki i młode pędy drzew iglastych. Wychodzą też na pola uprawne skuszone burakami, kapustą, ziemniakami i zbożami.
Byki, szczególnie podczas rykowiska, korzystają z kąpieli błotnych w tzw. kąpieliskach. Następnie ocierają się o drzewa (malują), w celu pozbycia się pasożytów. W czasie rykowiska mogą one tracić nawet od 10 do 15% masy ciała, gdyż w tym czasie jeleń byk nie pobiera pokarmu.
Jeleń na wolności żyje do 12-15 lat (zdarzają się nawet osobniki 20-letnie). W warunkach fermowych do 23.

### Rozród

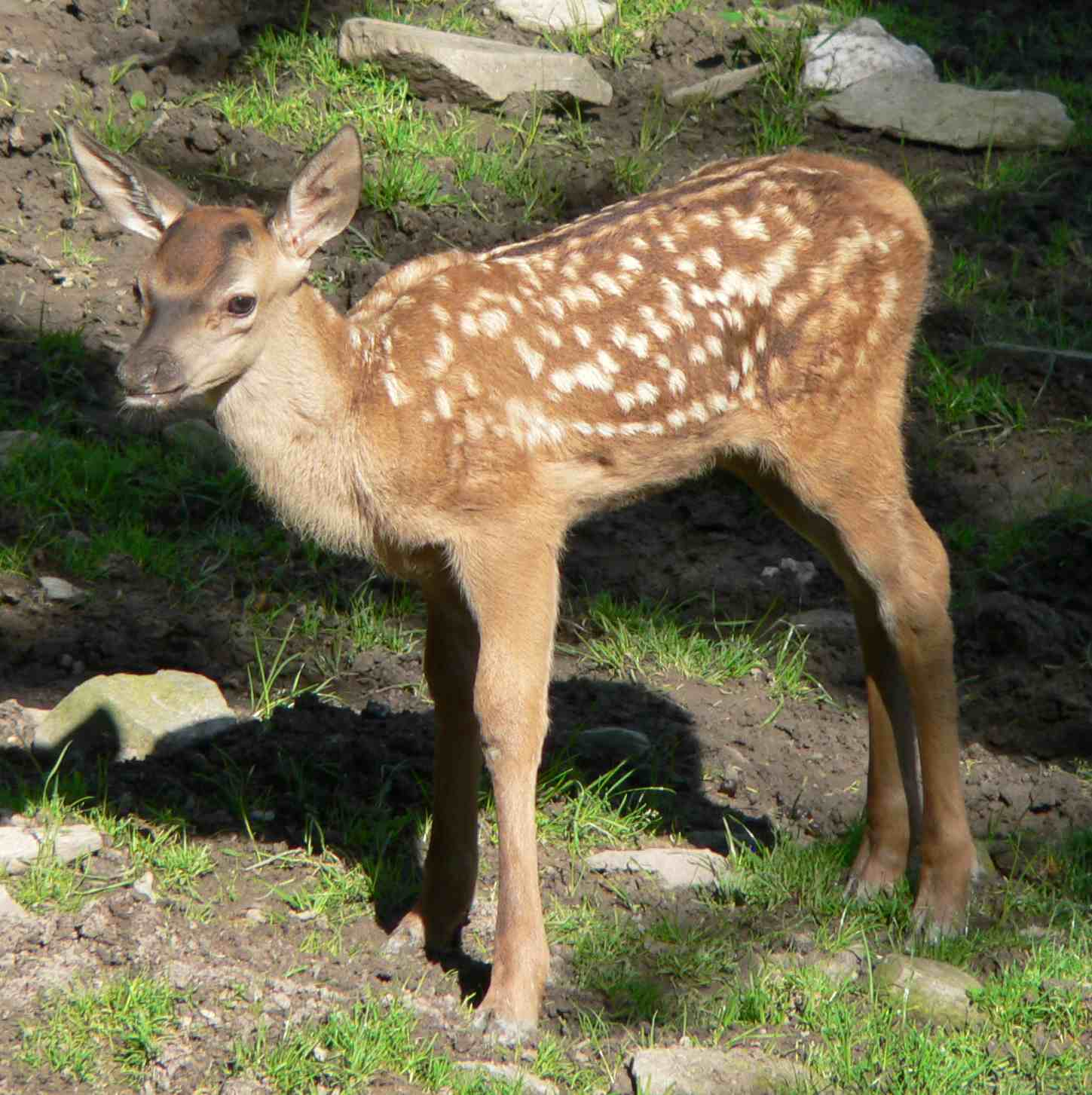
Cętki młodego jelenia zanikają w wieku ok. 6 miesięcy

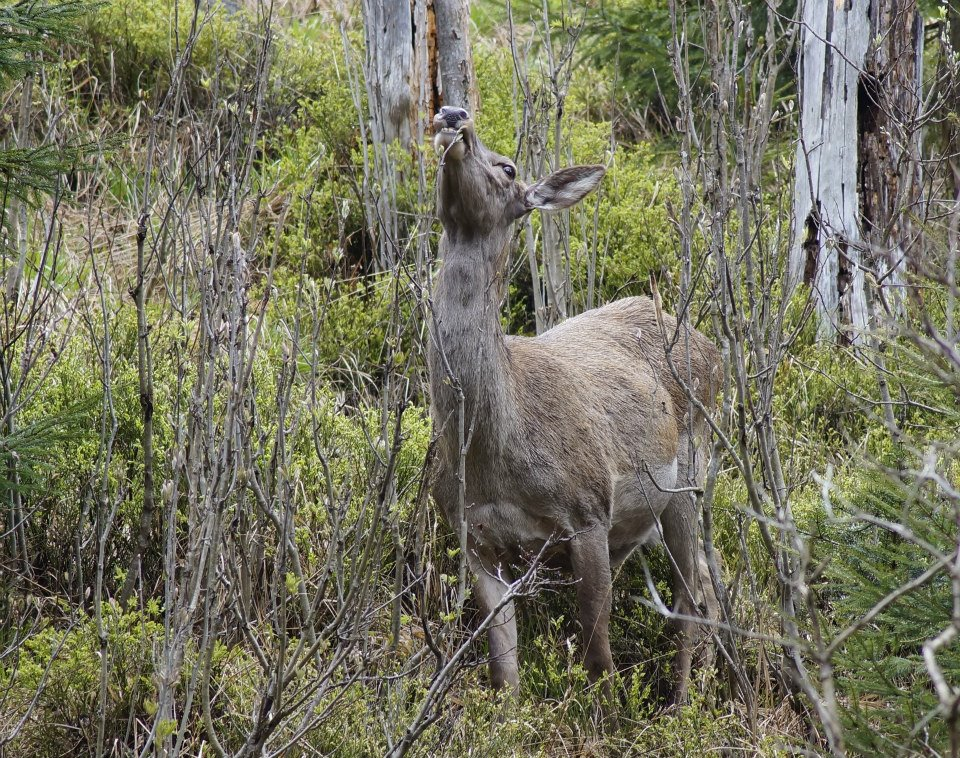
Łania żerująca na młodych pędach

Rykowisko jeleni rozpoczyna się w drugiej połowie września. Byki i łanie osiągają dojrzałość płciową w drugim roku życia, ale do rozrodu przystępują zwykle samce powyżej 5 roku życia (najczęściej byki w wieku od 7. roku życia wzwyż). Łanie rodzą pierwsze młode w wieku 3 lat.
Po ok. 234 dniach ciąży, samica rodzi w ukryciu jedno, rzadziej dwa młode, zwane cielętami. Poród przypada na maj-czerwiec. Kiedy tylko młode są zdolne do wędrówki za matką, co następuje po kilku dniach od narodzin, razem z nią dołączają do stada. Żółtawobiałe plamki na bokach i grzbiecie młodych zanikają jesienią. Cielęta żywią się mlekiem matki przez 8-10 miesięcy, pozostając przy niej do trzeciego roku życia.
Jelenie byki w okresie rykowiska (3-4 tygodni) w ogóle nie żerują, pijąc jedynie wodę. W tym czasie byki tracą nawet 20% masy swojego ciała. Po okresie rykowiska byki zaszywają się w ostojach, regenerując siły i stopniowo odbudowując swoją masę.
Jeleń szlachetny może krzyżować się z jeleniem Davida i jeleniem wschodnim.

## Systematyka
Większość autorów nie wyróżnia wapiti jako odrębnego gatunku, lecz badania wzorców zmienności mtDNA przemawiają za odrębnością obu taksonów. Wyróżnia się kilkanaście podgatunków:
- C. elaphus alashanicus – jeleń chiński
- C. elaphus atlanticus – jeleń norweski
- C. elaphus barbarus – jeleń berberyjski
- C. elaphus brauneri – jeleń krymski
- C. elaphus canadensis – jeleń kanadyjski
- C. elaphus corsicanus – jeleń karłowaty
- C. elaphus elaphus – jeleń szlachetny
- C. elaphus hanglu – jeleń kaszmirski
- C. elaphus hispanicus – jeleń iberyjski
- C. elaphus kansuensis – jeleń południowy
- C. elaphus macneilli – jeleń syczuański
- C. elaphus maral – jeleń kaspijski
- C. elaphus nannodes – jeleń mały
- C. elaphus pannoniensis – jeleń panoński
- C. elaphus songaricus – jeleń syberyjski
- C. elaphus wallichii – jeleń tybetański
- C. elaphus xanthopygus – jeleń mandżurski
- C. elaphus yarkandensis – jeleń bucharski

## Znaczenie

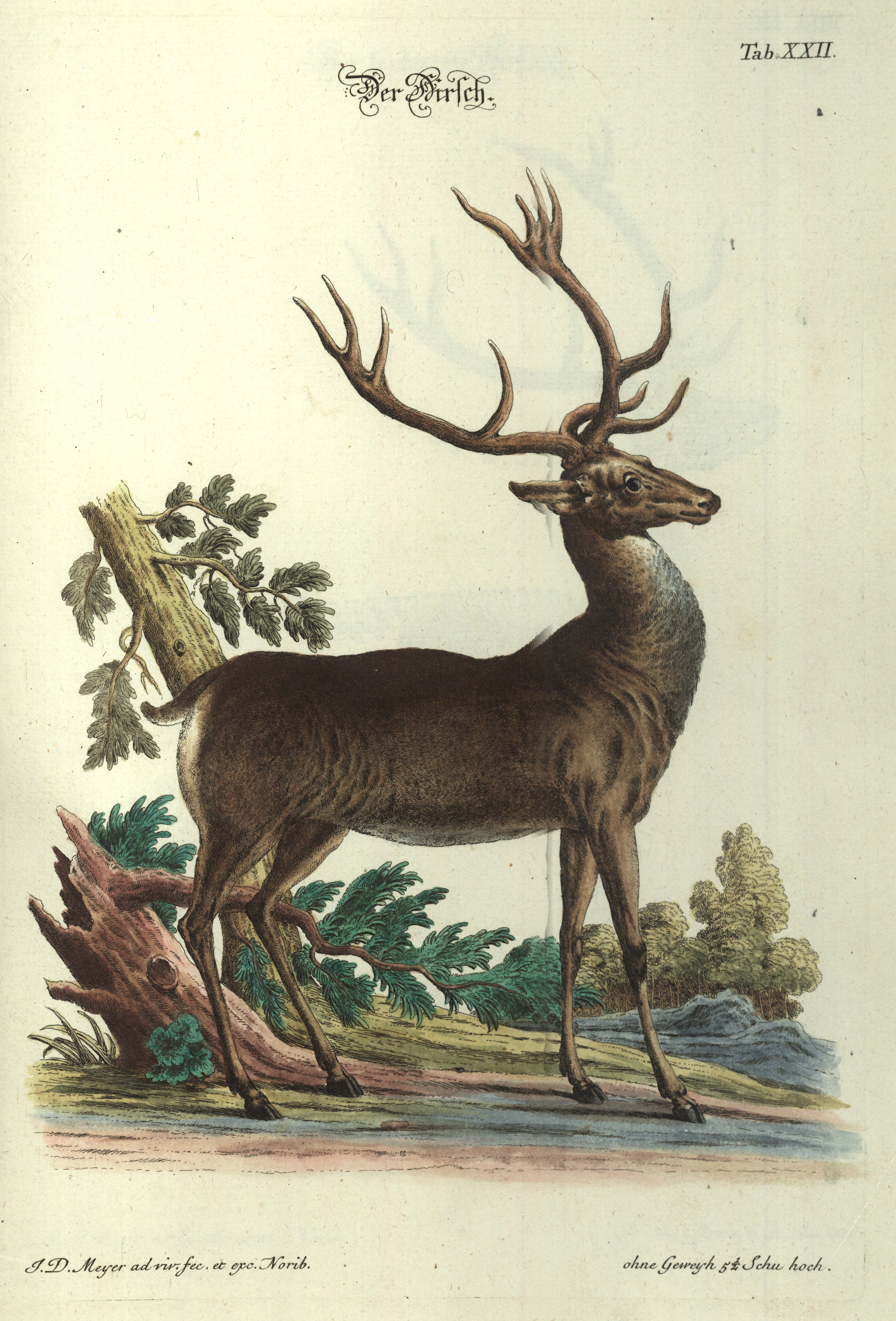
Jeleń, miedzioryt kolorowany (Johann Daniel Meyer, 1748)

Jako roślinożercy regulują przyrost roślin w ekosystemie lasów. Podobnie jak łosie, jelenie spałują drzewa przyczyniając się do ich zamierania. Niszczą też młode pędy drzew poprzez zgryzanie i tratowanie. Jelenie są zabijane, jako gruba zwierzyna, dla mięsa, skór i poroża. Są hodowane na farmach jako zwierzęta gospodarskie oraz w parkach i ogrodach zoologicznych.

## Zagrożenia i ochrona
Naturalnymi wrogami jeleni w Polsce są wilk, ryś i niedźwiedź. Jeleń szlachetny w Polsce jest zwierzęciem łownym z okresem ochronnym. Na jelenie byki polować wolno od 21 sierpnia do końca lutego, na łanie od 1 września do 15 stycznia, natomiast na cielaki od 1 września do końca lutego (03.08.2017 r. nastąpiła zmiana rozporządzenia Ministra Środowiska w sprawie określenia okresów polowań na zwierzęta łowne z 16.03.2005 r.). Według danych z inwentaryzacji przeprowadzonej w 2011 roku stan liczebności jelenia szlachetnego w Polsce wynosi ok. 190 tys. sztuk i od kilku lat nieustannie wzrasta (źródło: Brać Łowiecka 11/2011 na podstawie danych GUS na 31.03.2011).
Badaniami jeleni na terenie Polski zajmują się Stacja Badawcza Rolnictwa Ekologicznego i Hodowli Zachowawczej Zwierząt PAN w Popielnie oraz Instytut Biologii Ssaków PAN w Białowieży.